# アルベルト・マチンバレーナ
アルベルト・マチンバレーナ・アギーレベンゴア（スペイン語: Alberto Machimbarrena Aguirrebengoa、1888年3月31日 - 1923年7月19日）は、スペインのサン・セバスティアン出身の元サッカー選手。現役時代のポジションはMF。

## 概要
現役時代はレアル・ソシエダ、マドリードFC（現レアル・マドリード）でプレーし、1917年にコパ・デル・レイを獲得した際にはキャプテンも務めた。また、その助言によってレネ・ペティトらを活躍に導いた。
1923年、インフルエンザを要因とする肺炎で死去。現在、レアル・マドリードのトップチームのロッカールームには同時期にプレーしたソテロ・アラングレンと共にマチンバレーナの銅像が置かれている。

## 獲得タイトル
- コパ・デル・レイ : 1917
- マドリード州選手権 : 1915–16, 1916–17